# Mogrus mirabilis
Mogrus mirabilis là một loài nhện trong họ Salticidae.
Loài này thuộc chi Mogrus. Mogrus mirabilis được Wanda Wesołowska & Antonius van Harten miêu tả năm 1994.